# L'ingénu
L'ingénu (em português: "O ingénuo") é uma obra do escritor francês iluminista Voltaire que relata a historia de um jovem criado na américa do século XVII que passa a conviver com a sociedade inglesa e  apaixona-se por uma moça, tendo de se adaptar a cultura. 
O livro critica em forma de romance os mandos e desmandos da monarquia, igreja e outras intituições da época.

## Artigos relacionados
- Outras romances filosóficos de Voltaire:
  - Candide
  - Micromégas
  - Zadig
  - Jeannot et Colin